# お茶の間 (漫画)
『お茶の間』（おちゃのま）は講談社のミスターマガジンで連載されていた、望月峯太郎の漫画作品、およびそれを原作としたテレビドラマ。『バタアシ金魚』の続編に当たる。

## あらすじ
一人暮らしをはじめたソノコは真の自由を手に入れるため、恋人・カオルと別れることを決心。しかし、諦めきれぬカオルはソノコと理想的なお茶の間をつくるためにデパートに就職するものの、ソノコには愛想をつかされてしまう。そしてカオルは再び水泳を始め、オリンピックを目指す。

## テレビドラマ
1993年1月9日から3月20日まで日本テレビ系列で毎週土曜22:00 - 22:54（JST）の『DRAMA-CAN!』に全11話を放送。制作はよみうりテレビ。主演は渡辺満里奈、成田昭次。
視聴率こそ振るわなかったものの、成田の原作さながらの体当たりの演技、そしてプー役の坂井真紀の出世作となった。また脇を固める準レギュラーやゲストにも豊川悦司、内藤剛志、柄本明、長塚京三などといった実力派が多数配された。
脚本は『お引越し』（相米慎二監督）でデビューし、後に『時をかける少女』、『八日目の蝉』等を手がける奥寺佐渡子が担当。奥寺にとっては本作品が初の連続ドラマ作品の担当であると同時に、連続テレビドラマにおいて全エピソードを単独で書き上げた唯一の作品でもある。

### キャスト
- 塚原苑子：渡辺満里奈
- 花井薫：成田昭次 （当時:男闘呼組）
- プー：坂井真紀
- 長崎（ソノコの上司）：豊川悦司
- 小金井（ソノコの同僚）：杉本彩
- 久美：白島靖代
- 栗山先輩：水島かおり
- 納谷（水泳部コーチ）：内藤剛志
- 赤星：尾美としのり
- 松澤一之
- 志村東吾
- 塩見三省
- 及川麻衣
- 鶴田真由　（ゲスト出演）
- 牛若丸忍：岡本健一（当時:男闘呼組） ※第10話と第11話に出演
- 剛（薫の父）：柄本明
- 敏勝（ソノコの父）：長塚京三
- まさえ（ソノコの母）：酒井和歌子

### スタッフ
- 原作：望月峯太郎
- 脚本：奥寺佐渡子
- プロデューサー：斎藤勇司、山本和夫(YTV)、藤井裕也
- タイトル演出：中野裕之
- 演出：藤井裕也、吉田使憲、国本雅広
- 技術協力：フォーチュン
- ポスプロ：東通ビデオセンター
- 美術協力：アックス
- スタジオ：緑山スタジオ・シティ
- 制作：よみうりテレビ、キティ・フィルム

### 主題歌
- 「ひとりぼっちのエール」安全地帯

### サブタイトル
1. 今、愛が始まる…
2. 恋愛ターミネーター・カオル
3. 窒息するほど愛されたい
4. 怒濤の愛を抱きしめたい
5. 愛を侵略するもの
6. 一生なんて愛せるの？
7. 愛の禁断症状
8. 誰よりも愛していたのに
9. 愛を取り戻すために
10. 宇宙一愛し合う夜
11. 愛し続ける誓い

| 読売テレビ DRAMA-CAN!                 | 読売テレビ DRAMA-CAN!        | 読売テレビ DRAMA-CAN!                 |
| 前番組                                | 番組名                       | 次番組                                |
| ------------------------------------- | ---------------------------- | ------------------------------------- |
| 綺麗になりたい （1992.10.17 - 12.19） | お茶の間 （1993.1.9 - 3.20） | 彼女の嫌いな彼女 （1993.4.17 - 6.26） |